# Cantal (brânză)

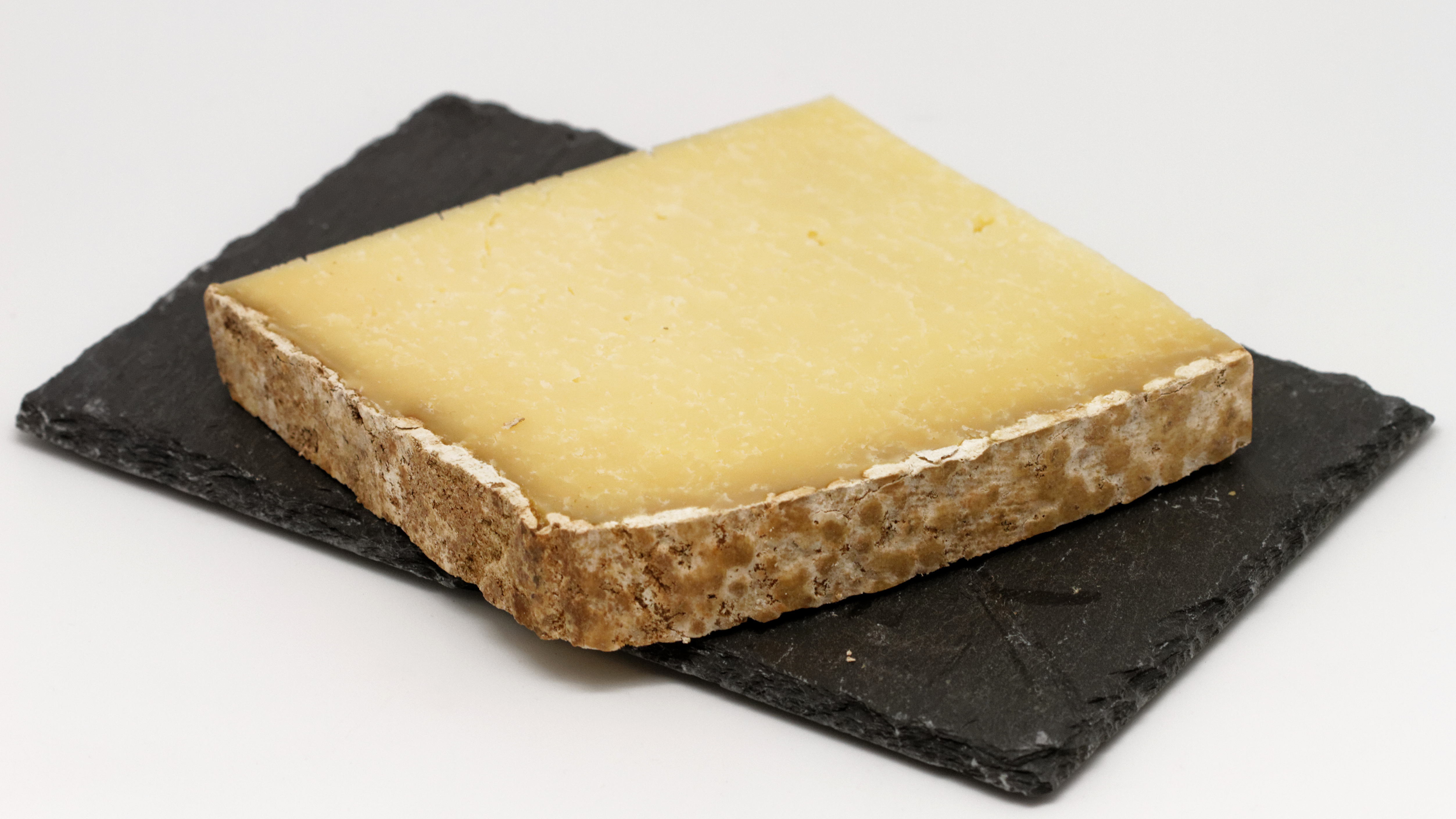
Cantal „între doi”

Cantal-ul este o brânză franceză din lapte de vacă, presată și nefiartă, produsă în Masivul Central, în special departamentul Cantal, al cărui nume îl poartă. Este cunoscută din antichitate, fiind menționată de Plinius cel Bătrân.
Se prezintă sub forma unui cilindru (în franceză fourme) cu marginile rotunjite, cu diametrul de 36-42 cm și cu greutatea cuprinsă între 35 și 45 kilograme. O roată se obține din 400 l de lapte. Culoarea cojii este grialbă cu zone galben-aurie pe măsură ce crește gradul de maturare, iar culoarea pastei este galben pai. Brânza cantal de tip „tânăr” (în franceză jeune) este maturată pentru o perioadă de 30 până la 60 de zile, iar cea de tip „între doi” (în franceză entre deux) pentru o perioadă de 90 până la 210 de zile și cea de tip „vechi” (în franceză vieux) timp de peste 210 de zile.
Brânza cantal face obiectul unei denumiri de origine controlată (AOC) în Franța și al unei denumiri de origine protejată (AOP) în Uniunea Europeană. Zona delimitată a denumirii se întinde pe 600.000 hectare. Producția de Cantal AOP este de 19.000 tone în fiecare an.